# Stanisław Okraszewski
Stanisław Okraszewski (ur. 1744, zm. 1817 lub po 1823) – polski baloniarz, chemik i mineralog królewski, pionier aeronautyki.

## Życiorys
Wykonał w Warszawie 12 lutego 1784 wypuszczenie w powietrze balonu napełnionego wodorem. Był to pierwszy w Polsce udany eksperyment tego typu przeprowadzony półtora roku po podobnej próbie wykonanej we Francji.